# Real Desportivo Ariquemes Futebol Clube
Il Real Ariquemes Esporte Clube, meglio noto come Real Ariquemes, è una società calcistica brasiliana con sede nella città di Ariquemes, nello stato della Rondônia.

## Storia
Il club è stato fondato il 25 aprile 2011 con il nome di Real Desportivo e fino al 2016 non ha partecipato a competizioni ufficiali. Nel 2016, infatti, ha partecipato per la prima volta al Campionato Rondoniense, dove è stato eliminato al primo turno e al secondo turno. Nel 2017, il club ha vinto il suo primo titolo professionistico, il Campionato Rondoniense, e nello stesso anno, grazie alla rinuncia del Rondoniense, ha partecipato per la prima volta al Campeonato Brasileiro Série D, dove è stato eliminato alla prima fase.

## Palmarès

### Competizioni statali
- Campionato Rondoniense: 3

2017, 2018, 2022